# San Sebastiano
San Sebastiano (Narbona, 256 – Roma, 20 gennaio 288) è stato un militare romano, martire per aver sostenuto la fede cristiana; venerato come santo dalla Chiesa cattolica e dalla Chiesa ortodossa, è oggetto di un culto antico.

## Agiografia
Il santo visse quando l'impero era guidato da Diocleziano. Oriundo di Narbona ed educato a Milano, fu istruito nei principi della fede cristiana. Si recò poi a Roma, dove entrò a contatto con la cerchia militare alla diretta dipendenza degli imperatori.
Divenuto alto ufficiale dell'esercito imperiale, fece presto carriera e divenne tribuno della prestigiosa prima corte pretoria, di stanza a Roma per la difesa dell'imperatore. In questo contesto, forte del suo ruolo, poté sostenere i cristiani incarcerati, provvedere alla sepoltura dei martiri e diffondere il cristianesimo tra i funzionari e i militari di corte, approfittando della propria carica imperiale.
La Passio racconta che un giorno due giovani cristiani, Marco e Marcelliano, figli di un certo Tranquillino, furono arrestati su ordine del prefetto Cromazio. Il padre fece appello a una dilazione di trenta giorni per il processo, per convincere i figli a desistere e sottrarsi alla condanna sacrificando agli dei. I fratelli erano ormai sul punto di cedere quando Sebastiano fece loro visita, persuadendoli a perseverare nella loro fede e a superare eroicamente la morte. Mentre dialogava con loro, il viso del tribuno fu irradiato da una luce miracolosa che lasciò esterrefatti i presenti, tra cui Zoe, la moglie di Nicostrato, capo della cancelleria imperiale, muta da sei anni. La donna si prostrò ai piedi del tribuno il quale, invocando la grazia divina, le pose le proprie mani sulle labbra e fece un segno di croce, ridonandole la voce.

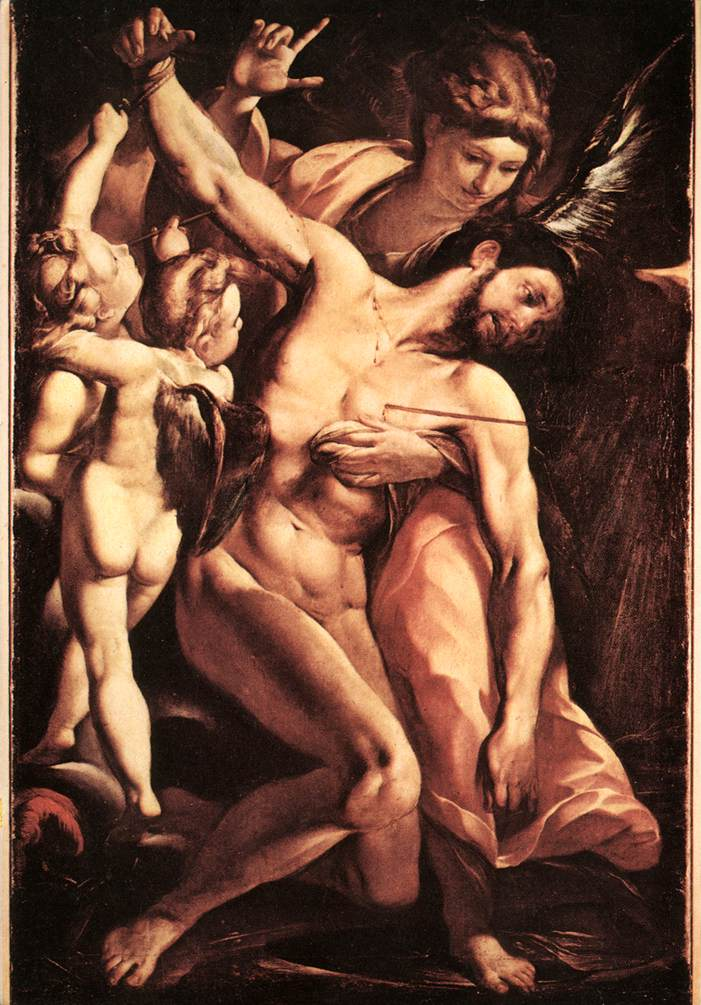
"San Sebastiano morente risanato dagli angeli", di Giulio Cesare Procaccini, in cui il fisico nudo del santo contrasta con le sue armi da soldato abbandonate al suolo

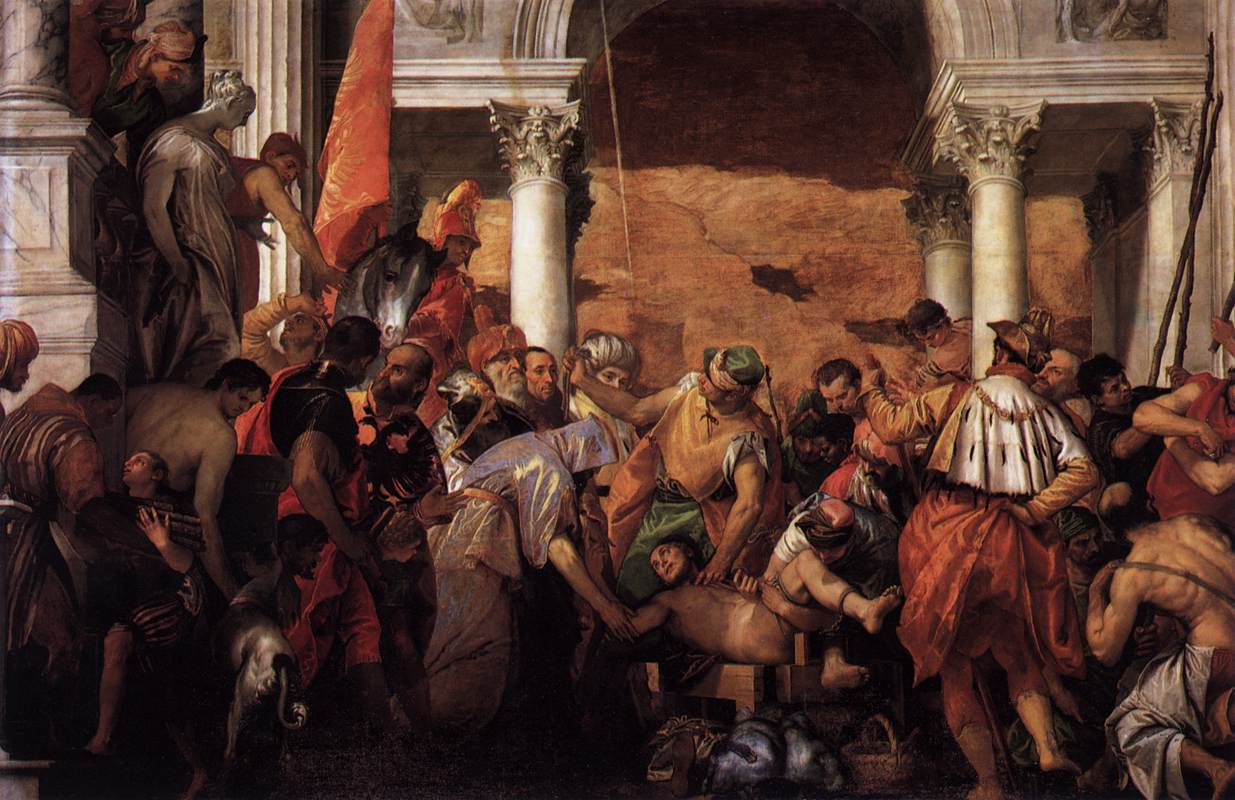
Il secondo supplizio di san Sebastiano, di Paolo Veronese, 1565, Venezia, chiesa di San Sebastiano, in cui il santo, disteso nudo su una tavola di legno, è fustigato a morte

Il prodigio di Sebastiano portò alla conversione un nutrito numero di presenti: Zoe col marito Nicostrato e il cognato Castorio, Tranquillino, il praefectus urbi Agrezio Cromazio e suo figlio Tiburzio, Castulo e Marzia. Cromazio rinunciò alla propria carica di prefetto e si ritirò con altri cristiani convertiti in una sua villa in Campania. Il figlio invece rimase a Roma dove patì il martirio; poi, uno a uno, anche gli altri neocristiani morirono per aver abbracciato la nuova religione: Marco e Marcelliano finirono trafitti da lance, il loro padre Tranquillino lapidato, Zoe sospesa per i capelli a un albero e arsa viva.
Quando Diocleziano, che aveva in profondo odio i fedeli a Cristo, scoprì che Sebastiano era cristiano, esclamò: “Io ti ho sempre tenuto fra i maggiorenti del mio palazzo e tu hai operato nell'ombra contro di me.”; Sebastiano fu quindi da lui condannato a morte. Fu legato ad un palo in un sito del colle Palatino, denudato, e trafitto da così tante frecce in ogni parte del corpo da sembrare un istrice. I soldati, al vederlo morente e perforato dai dardi, lo credettero morto e lo abbandonarono sul luogo affinché le sue carni cibassero le bestie selvatiche; ma non lo era, e santa Irene di Roma, che andò a recuperarne il corpo per dargli sepoltura, si accorse che il soldato era ancora vivo, per cui lo trasportò nella sua dimora sul Palatino e prese a curarlo dalle molte ferite con pia dedizione. Sebastiano, prodigiosamente sanato, nonostante i suoi amici gli consigliassero di abbandonare la città, decise di proclamare la sua fede al cospetto dell'imperatore che gli aveva inflitto il supplizio. Il santo raggiunse coraggiosamente Diocleziano e il suo associato Massimiano, che presiedevano alle funzioni nel tempio eretto da Eliogabalo, in onore del Sole Invitto, poi dedicato a Ercole, e li rimproverò per le persecuzioni contro i cristiani. Sorpreso alla vista del suo soldato ancora vivo, Diocleziano diede freddamente ordine che Sebastiano fosse flagellato a morte, castigo che fu eseguito nell'ippodromo del Palatino, per poi gettarne il corpo nella Cloaca Massima. Nella sua corsa verso il Tevere il corpo si impigliò nei pressi della chiesa di San Giorgio al Velabro, dove fu raccolto dalla matrona Lucina che lo trasportò sino alle catacombe sulla via Appia e ivi lo seppellì.
Informazioni e leggende sulla sua vita sono narrate nella Passio Sancti Sebastiani ("Passione di San Sebastiano"), opera a cura di Arnobio il Giovane, monaco del V secolo, e poi nella Legenda Aurea scritta da Jacopo da Varagine.

## Culto
La salma venne recuperata da mani pietose e sepolta nelle catacombe dette "di San Sebastiano". San Sebastiano sarebbe stato martirizzato sui gradus Helagabali ovvero i gradini di Elagabalo. In quello stesso luogo venne eretta una chiesa in suo nome. I gradini di Elagabalo si identificano, forse, in un tempio romano sul versante orientale del Palatino a Roma
Dato storico certo, che ne testimonia il culto sin dai primi secoli, è l'inserimento del nome di Sebastiano nella Depositio martyrum, il più antico calendario della Chiesa di Roma, risalente al 354.

### Patronati

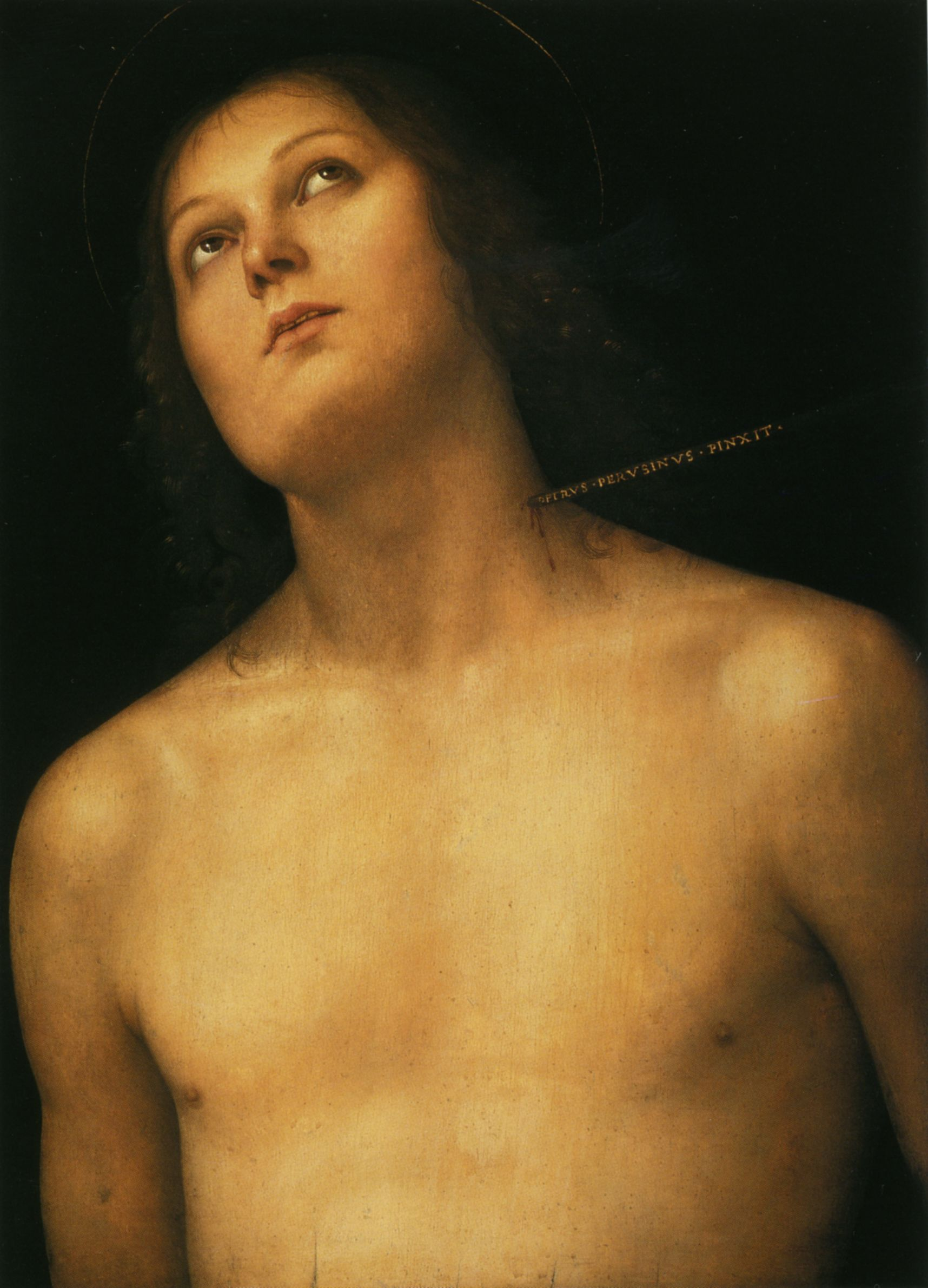
Perugino, San Sebastiano, Ermitage

San Sebastiano è invocato come patrono delle Confraternite di Misericordia italiane, poiché si rileva in lui l'aspetto del soccorritore che interviene in favore dei martirizzati, dei sofferenti (l'agiografia vuole che fosse proprio lui a soccorrere i suoi colleghi uccisi in odio alla fede cristiana e/o a provvedere almeno alla loro sepoltura). Questo tipo di confraternita infatti ha tuttora un preciso carisma assistenziale e gestisce direttamente, con l'opera dei propri volontari, una fitta e variegata rete di servizi socio-sanitari di precisa ispirazione e collocazione cristiana e cattolica.
San Sebastiano è anche patrono degli Agenti di Polizia locale e dei loro comandanti, ufficiali e sottufficiali (Breve apostolico del 3 maggio 1957 di papa Pio XII) e degli schützen. Storicamente, a seguito dei Patti Lateranensi, divenne patrono della Milizia Volontaria per la Sicurezza Nazionale.
Insieme a san Rocco viene invocato e raffigurato a protezione contro la peste, sia in pale d'altare, sia in affreschi nei cimiteri, sia nella dedicazione di numerose chiese. Questo perché l'agiografia sostiene che san Sebastiano sopravvisse alle frecce (morì infatti successivamente, per fustigazione), facendone così delle immagini di salvati da una morte che generava piaghe o ferite, analoga alla peste.

#### Località
San Sebastiano è il patrono di numerose località, in particolare dei seguenti comuni in Italia:

- Accadia (FG)
- Acireale (CT) compatrono
- Aiello del Sabato (AV)
- Albagiara (OR)
- Albaretto della Torre (CN)
- Altilia (CS)
- Anoia Superiore (RC)
- Arbus (SU)
- Arnara (FR)
- Assolo (OR)
- Augusta (SR) compatrono
- Avella (AV)
- Aversa (CE), compatrono
- Avola (SR)
- Barano d'Ischia (NA)
- Barcellona Pozzo di Gotto (ME)
- Barumini (SU)
- Berchidda (SS)
- Bonate Sotto (BG)
- Bracciano (RM)
- Brusciano (NA)
- Bulzi (SS)
- Campolattaro (BN)
- Camporosso (IM)
- Capodimonte (VT)
- Capracotta (IS)
- Cardeto (RC)
- Carlentini (SR)
- Cascina (PI) compatrono
- Caserta compatrono con sant'Anna
- Casnigo (BG)
- Castel Gandolfo (RM)
- Castelnuovo Nigra (TO)
- Cavalese (TN)
- Cerreto Laziale (RM)
- Chiomonte (TO)
- Pastena di Amalfi (SA) "compatrono"

- Collimento, Lucoli (AQ)
- Conca della Campania (CE) compatrono
- Copertino (LE) compatrono con san Giuseppe da Copertino
- Coriano (RN)
- Cosoleto (RC)
- Cropani (CZ)
- Curcuris (OR)
- Dignano (UD)
- Elmas (CA) compatrono
- Escalaplano (CA
- Fagnano Castello (CS)
- Falcade (BL)
- Ferentillo (TR)
- Ferla (SR)
- Fiamignano (RI) compatrono con san Fabiano
- Forano (RI) compatrono con san Biagio
- Fosciandora (LU)
- Fossato di Vico (PG)
- Fumone (FR)
- Gaggi (ME)
- Galatone (LE)
- Gallipoli (LE) Patrono insieme a sant'Agata
- Catania compatrono insieme a sant'Agata
- Gambassi Terme (FI)
- Gemmano (RN)
- Gerocarne (VV)
- Giarre (CT) compatrono
- Gonnoscodina (OR)
- Gragnano (NA )
- Graniti (ME)
- Grondona (AL)
- San Giovanni la Punta (CT) compatrono
- Jacurso (CZ)
- Lama dei Peligni (CH)
- Lardirago (PV)
- Lauro (AV) compatrono con san Rocco
- Lavezzola (RA)
- Pernocari (VV)

- Limina (ME)
- Maniace (CT)
- Marigliano (NA)
- Marmirolo (MN) compatrono
- Martirano (CZ)
- Marzio (VA)
- Massa d'Albe (AQ)
- Melilli (SR)  patrono
- Milis (OR)
- Mistretta (ME)
- Mongiuffi Melia (ME) compatrono
- Montano Antilia (SA)
- Monteciccardo (PU)
- Montemonaco (AP)
- Montescudo (RN)
- Montottone (FM) compatrono con san Fabiano
- Navelli (AQ)
- Nespolo (RI)
- Noviglio (MI)
- Ollastra (OR)
- Onifai (NU)
- Ovindoli (AQ)
- Pagliara (ME)
- Palazzolo Acreide (SR) Protettore
- Pernocari (VV)
- Petilia Policastro (KR)
- Piedipaterno di Vallo di Nera (PG)
- Pieve di Teco (IM)
- Pofi (FR)
- Poggio Moiano (RI)
- Pompu (SA)[senza fonte]
- Ponti (AL)
- Pozzolo Formigaro (AL)
- Preitoni di Nicotera (VV)
- Prossedi (LT)  Compatrono con Sant'Agata
- Roma compatrono
- Quadri (CH)
- Quiliano (SV) nella popolosa parrocchia di Valleggia
- Racale (LE)
- Rancio Valcuvia (VA) compatrono con san Fabiano

- Sabbioneta (MN)
- Salvitelle (SA)
- Samugheo (OR)
- San Fele (PZ)
- San Paolo Bel Sito (NA)
- San Pietro di Caridà (RC)
- San Sebastiano al Vesuvio (NA)
- San Sebastiano Curone (AL)
- San Sebastiano da Po (TO)[senza fonte]
- Santa Croce del Sannio (BN)
- Sant'Arcangelo Trimonte (BN)
- Savigliano (CN)
- Seneghe (OR)
- Serralunga d'Alba (CN)
- Simeri Crichi (CZ) compatrono
- Siracusa (SR) compatrono
- Sogliano al Rubicone (FC)
- Solarolo (RA)
- Sorradile (OR)
- Spinazzola (BT)
- Taverna (CZ)
- Tertenia (NU)
- Teti (NU)[senza fonte]
- Tonadico (TN)
- Tortorici (ME)
- Torrice (FR) compatrono con San Bernardino da Siena
- Tremensuoli di Minturno (LT) compatrono con San Nicandro
- Turri (SU)
- Ussana (SU)
- Valfabbrica (PG)
- Villa di Chiavenna (SO)
- Villorba (TV) compatrono con san Fabiano
- Visciano (NA)

### Festeggiamenti
Spesso, in passato, Sebastiano veniva invocato come protettore contro la peste e tutte le malattie contagiose, ed è anche invocato contro le epidemie in generale, insieme a san Rocco.
Nelle province di Trento, Bolzano, nel Land Tirol (Euregio - Tirolo) ed in Baviera san Sebastiano è patrono delle milizie locali o schützen (bersaglieri immatricolati): ogni anno viene festeggiato con sfilate in tracht e sparata la salva d'onore in sua memoria. In ogni chiesa dedicata al santo oppure nella chiesa di riferimento della Compagnia. Viene festeggiata da oltre 30.000 miliziotti e tale tradizione risale ancora al XVI sec. e probabilmente antecedente. La cerimonia prevede lo schieramento iniziale della Compagnia, la marcia fino all'entrata della chiesa, il saluto con la bandiera e due ufficiali all'altare, al termine della funzione religiosa all'esterno la salva dei fucilieri e la sfilata finale fino in piazza. Per l'occasione viene esposta la bandiera del Tirolo (bianca-rossa a righe verticali). Nel 2021 è stato ideato il "biscotto di San Sebastiano Archiviato il 26 gennaio 2021 in Internet Archive.", o "biscotto degli schützen" per arricchire la tradizione nella memoria del santo ispirandosi al biscotto di San Giorgio (altro patrono degli schützen): i biscotti sono stati ideati e donati alla popolazione di Cavalese ma l'iniziativa è stata copiata da quasi tutte le Compagnie della Provincia di Trento ed alcune della Provincia di Bolzano con la richiesta da parte delle diocesi di farlo divenire parte integrante della tradizione alpina.
Ma il culto si diffonde sin dal 1414 anno in cui, secondo un antichissimo documento custodito negli archivi della Basilica in Melilli, una statua del Santo martire sarebbe stata ritrovata presso il luogo denominato Stentinello a circa tre km a sud di Thapsos, l'attuale isola Magnisi a poca distanza da Siracusa. Sempre secondo questo documento alcuni marinai sostennero di essersi salvati da un naufragio grazie alla protezione di quella statua. Subito accorsero in quel luogo centinaia di persone incuriosite da tutta la provincia. Nessuno riuscì a sollevare la cassa contenente il simulacro del santo, nemmeno il vescovo di Siracusa accompagnato dal clero e dai fedeli della città. Ma i cittadini melillesi il 1º maggio 1414 giunti sul posto riuscirono a risollevare la cassa che entrata in paese tra invocazioni e preghiere divenne di nuovo pesante: segno che San Sebastiano voleva fermarsi lì. All'ingresso del paese si sarebbe verificato il primo miracolo: un lebbroso venne guarito. Da allora ogni anno (la festa è stata spostata al 4 maggio per motivi di ordine pubblico da quando fu istituita la festa del lavoro) San Sebastiano viene festeggiato solennemente. Il 4 maggio alle ore 04.00 del mattino viene aperto il santuario per accogliere i pellegrini provenienti da ogni parte invocando il santo: "semu vinuti di tantu luntanu, Primu Diu e Sammastianu! E chiamamulu ca n'ajuta!" Melilli si popola di tantissimi fedeli provenienti da tutta la Sicilia orientale e oltre. Anche all'estero gli emigrati hanno diffuso la devozione. Commovente l'arrivo dei nuri di Melilli, di Solarino e di altri paesi. Questi pellegrini sono chiamati nuri perché in passato facevano il pellegrinaggio quasi nudi, con pantaloncini o mutande e a torso scoperto, con in mano fiori in omaggio al Santo. Oggi, invece, i nuri di San Sebastiano indossano vestiti bianchi e fascia rossa, camminando sempre scalzi. Affrontano chilometri di strada, offrendo torce e ceri votivi (ex voto) rappresentanti parti di corpo guarite miracolosamente o per le quali si chiede la grazia. Dopo il 4 maggio segue il solenne ottavario che si conclude il giorno 11 maggio quando tra grida di invocazione e richieste di intercessione il simulacro viene velato e conservato. Ritornerà ai fedeli il 20 gennaio giorno della sua festa liturgica. 
Gli altri comuni del siracusano dove si festeggia il Santo sono Avola, Canicattini Bagni, Cassaro, Ferla, Palazzolo Acreide e Siracusa; mentre nel resto della Sicilia ad Acireale, Barcellona Pozzo di Gotto e Ciminna.
San Sebastiano è poi particolarmente venerato ad Acireale perché, durante la prima guerra mondiale, gli acesi che dovevano partire per il fronte, incrociarono la statua del martire di passaggio alla stazione, era il 20 gennaio 1916, giorno della solennità del Santo e tutti i soldati presenti in quel treno tornarono. Ogni anno, alla vecchia stazione di Acireale, un treno fischiando saluta il passaggio del Santo accolto dallo sventolio dei fazzoletti e dai fuochi pirotecnici. San Sebastiano è compatrono di Acireale: il 20 gennaio si svolge una festa a lui dedicata.

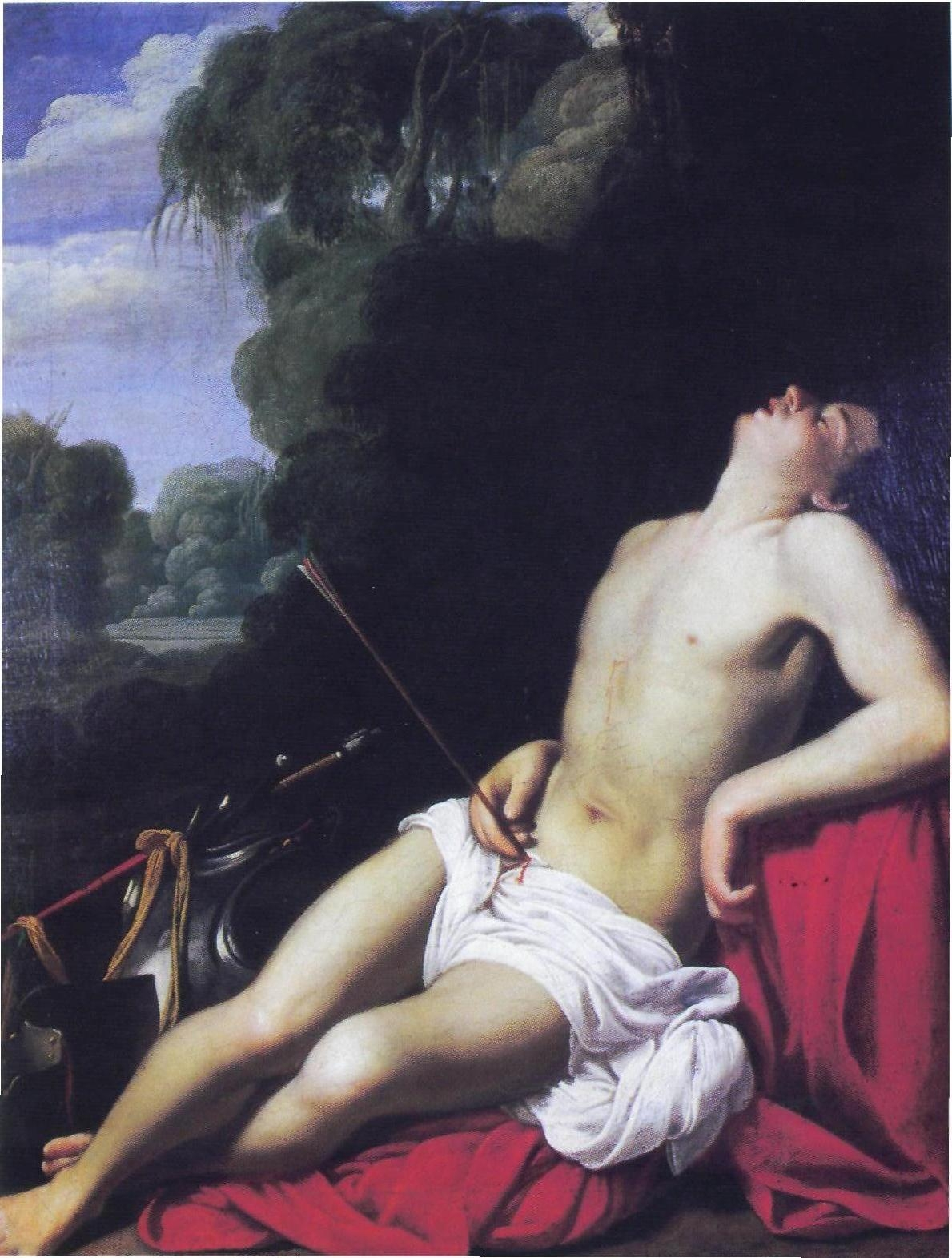
Carlo Saraceni, San Sebastiano, 1610 circa, Praga, Galleria del Castello.

Ad Accadia, in provincia di Foggia, il 20 gennaio si svolge la festa patronale di san Sebastiano animata da tipici falò rionali. Dopo la solenne processione del santo e la benedizione di tutti i falò si tiene il palio di San Sebastiano giunto nel 2013 alla XXX edizione a cui partecipano i vari rioni e le frazioni del comune.
A Racale, in provincia di Lecce, il Santo è festeggiato ben due volte all'anno. Il 20 Gennaio, Solennità liturgica del Santo Patrono, preceduta dall'ottavario di preghiera dal 12 al 19 Gennaio in preparazione alla festa. Il pomeriggio del 20 Gennaio si tiene la solenne processione per le strade del paese con le confraternite e le associazioni, accompagnata dal concerto bandistico cittadino, seguita dalla Santa Messa e dal bacio della Sacra Reliquia. La quinta domenica di Maggio (se le domeniche di Maggio sono 5) o la prima di Giugno (se le domeniche di Maggio sono 4) si tengono i grandiosi festeggiamenti del Patrocinio di san Sebastiano sulla città. È la grande festa civile che dura tre giorni (sabato, domenica e lunedì), con sfarzose luminarie, rinomati concerti bandistici, che si alternano nei tre giorni di festa, fiera mercato, fuochi pirotecnici e Luna Park. I riti religiosi comportano sempre l'ottavario di preghiera in preparazione alla festa del Patrocinio, che si conclude con la ricorrenza religiosa del Sabato, dove si tiene una solenne celebrazione eucaristica in piazza e, a seguire una solenne processione per le vie del paese con tutte le confraternite e associazioni cittadine. Il lunedì si celebra la Santa messa di ringraziamento in presenza del Vescovo della diocesi di Nardò-Gallipoli che conclude i solenni festeggiamenti.
Nella Città di Gallipoli in provincia di Lecce si iniziò a venerare il Santo già dal XVI secolo, allorché, per sua intercessione, Gallipoli fu liberata dalla pestilenza.
L’Ottavario in preparazione alla Solennità del Santo in Cattedrale, si celebra dall’11 Gennaio al 18 Gennaio. Il 19 gennaio esce dalla Basilica concattedrale di Sant'Agata la Solenne Processione per le vie del Centro Storico: ad aprirla, saranno le associazioni laicali e le confraternite (ben 10) nelle loro caratteristiche divise, cui seguirà il clero ed il capitolo cattedrale, quindi il busto argenteo di S. Agata e quello di S. Sebastiano; seguiranno il sindaco con il gonfalone e l’intera municipalità, le autorità civili e militari ed infine una numerosissima partecipazione di popolo.
Giorno 20 (Solennità di san Sebastiano), in serata, in Cattedrale, ci sarà il canto dei Secondi Vespri e il Solenne Pontificale presieduto dal Vescovo della diocesi di Nardò-Gallipoli, il quale, per l’occasione, rivolge il messaggio alla città.
Subito dopo, il busto argenteo del Santo Patrono, portato a spalla da 4 vigili urbani in alta uniforme (S.Sebastiano, infatti, è il protettore dei vigili) attraverserà le navate laterali del duomo, sino a raggiungere l’altare del santo (su cui esercita il diritto di patronato l’amministrazione civica), ubicato nel transetto di destra Precederanno il corteo, al canto solenne del “Te Deum”, i priori, i presbiteri, il capitolo cattedrale e il vescovo con la preziosa reliquia del Santo. Si intonerà il Responsorio e subito dopo il Vescovo benedirà la Città con la Reliquia del Santo.
È santo patrono di Mistretta e la festa si svolge con grande fervore due volte all'anno: il 20 gennaio e il 18 agosto. È pure santo patrono di Tortorici e la festa si svolge due volte l'anno: il 20 gennaio con replica la prima domenica successiva (l'ottava) e la prima domenica di maggio. San Sebastiano è anche santo protettore di Cerami e la festa si svolge ogni anno il 28 agosto.
In Calabria, venerato e festeggiato a Pernocari (VV) il 20 gennaio e la terza domenica di agosto. È inoltre festeggiato come patrono a Fagnano Castello e Orsomarso, in provincia di Cosenza e ad Anoia Superiore il 20 di gennaio in provincia di RC, dove viene acceso un grande falò in suo onore e durante la festa viene baciata la reliquia. È venerato e festeggiato anche a Simeri frazione di Simeri Crichi esattamente il 20 gennaio e il 26 luglio come festa votiva.
San Sebastiano è festeggiato anche a Termoli (CB) il 20 gennaio, quando gruppi di persone intonano un brano dedicato al Santo per le strade della città ricevendo in dono soldi o leccornie. Lo spettacolo viene riproposto anche durante il periodo estivo, precisamente il 7 agosto, per permettere a coloro che vivono fuori città di potervi assistere.
San Sebastiano è venerato nella cittadina di Barcellona Pozzo di Gotto, della quale è patrono. Qui, nella basilica minore di S.Sebastiano sita in piazza duomo, nel centro della città, è custodita un'inestimabile reliquia che consiste nell'osso dell'avambraccio del santo martire detto ivi "Brazzu di San Bastianu", spesso citato in detti del luogo come "Ci voli u brazzu di san Bastianu!", il quale si invoca in un momento dove sarebbe propizio un ausilio.
A Cassaro (Siracusa) si festeggia il 20 gennaio con l'uscita di "San Mastianeddu", una piccola statua che viene portata in processione di corsa per le vie del piccolo comune dai "nudi". L'ultima domenica di luglio di ogni 3 anni, dalla chiesa a lui dedicata, esce alle 12:00 in processione solenne la cinquecentesca statua di san Sebastiano.
A Siracusa un tempo si festeggiava il 20 gennaio, quando la città era solo o in prevalenza l'isola di Ortigia, con i festeggiamenti che venivano organizzati dai portuali del porto di Siracusa (tradizionalmente e sentitamente devoti del Santo dal XVI secolo), e che non erano da meno di quelli di Santa Lucia. Il forte legame tra i portuali e san Sebastiano è testimoniato dal fatto che veniva regolarmente menzionato nelle loro buste paga, al fine di trattenere una parte dello stipendio per i festeggiamenti. Essi iniziavano sin dal mattino con la processione scandita da soste, aste del pane e di prodotti tipici, e tradizioni popolari come la "cuccagna". Successivamente i tempi della processione sono stati accorciati dal pomeriggio alla sera, ma il giro del centro storico (comprendente anche la terraferma siracusana) è rimasto pressoché immutato. Il programma della festa prevedeva anche una seconda parte che proseguiva dopo sette giorni, sebbene con un tono decisamente minore rispetto a quello del 20, data della festa vera e propria del Santo. Si svolgeva infatti una breve processione da piazza Duomo alle strade e stradine vicine. Da oltre un ventennio, con il cambio di gestione della festa dai portuali scomparsi con la chiusura del porto a inizio anni novanta al corpo dei Vigili urbani, e con il venire progressivamente meno della partecipazione e dell'interesse nei confronti di una festa che in passato era sentita e partecipata da tutti i siracusani e non solo dagli ortigiani che ne hanno fatto la loro festa per eccellenza, il programma ha subito cambiamenti e riduzioni, con la cancellazione della processione del 27 e con lo spostamento di quella del 20 alla domenica, tranne quando il 20 gennaio coincide con la domenica.
Il culto di san Sebastiano è presente anche a Berchidda e ad Ulassai in Sardegna. La sua festività ricorre il 20 gennaio, data in cui tradizionalmente viene realizzato un grande fuoco e si offrono arance in un grande banchetto. La notte di san Sebastiano apre le porte ai riti dell'antico carnevale denominato su Maimulu. È festeggiato anche a Dorgali (Nu) il 19 gennaio con un grande fuoco di piante di rosmarino e relativo invito a tutto il paese con dolci tipici fatti solo per l'occasione nella piazza antistante la chiesa parrocchiale.
Anche in Liguria è presente il culto del santo da lungo tempo. A Costarainera si trova una chiesa dedicata a San Sebastiano, edificata probabilmente del XIV secolo e attualmente in degrado. Fu probabilmente edificata sull'antico tracciato della via Aurelia che in quel tratto passava nell'entroterra e non sulla costa ligure, a causa delle frequenti incursioni di pirati.
Bellissima struttura è il Protocenobio di San Sebastiano ad Alatri (Frosinone), dove, secondo diversi documenti, avrebbe avuto origine la Regula Magistri.
Anche ad Ales (OR), viene festeggiato il Santo con il tipico falò (variante della lingua sarda locale) nominato "su fogadoni" dall'altezza di svariati metri. Il 20 di gennaio, la sera di san Sebastiano, il falò ("sa tuva") viene benedetto dal vescovo prima di essere acceso, una volta dato alle fiamme da su sonadori (il musicista di organetto/fisarmonica-launeddas) inizia a suonare balli tipici del luogo e della Sardegna intera, e poi seguono i tipici "ballos sardos" (balli sardi); nel frattempo viene distribuita la cena, composta da specialità del luogo come cixiri, brobei a buddiu, proceddu e druccis, tottu isciustu de 'inu bellu (ceci, pecora bollita, maialetto e dolci (tipici sardi), tutto bagnato da del buon vino.
Il giorno dopo si ha la processione per riportare il Santo nella sua chiesa dalla cattedrale e, subito dopo la messa si ha il tipico rinfresco "su cumbidu", a base di dolci sardi e "crannaccia" (vernaccia).
A Ciminna (PA) viene festeggiato il 20 gennaio con la distribuzione delle arance, falò (vampa) e ntinna (gioco della pignatta con l'ausilio di un asinello), e la Domenica successiva con processione del simulacro (legno, Salvatore Bagnasco? fine XIX sec.) per le vie del paese.
Ad Avola (SR) viene festeggiato la 2ª domenica del mese di Maggio, caratterizzata dalla tipica corsa dei "Nuri" che invocano il santo in siciliano. I devoti avolesi percorrono anche a piedi nudi o addirittura in ginocchio il tratto di strada dalla nicchia di S.Sebastiano, chiamato "U Misteri i San Mastianu", fino alla Chiesa Madre del paese dove la statua del Santo viene esposta ai fedeli, che offrono oro, ceri votivi e omaggi floreali ricevendo la benedizione del caratteristico nastro rosso.
A Castelnuovo Nigra (TO) viene ricordato nella celebrazione eucaristica del 20 gennaio e festeggiato la domenica più vicina a quella data; dopo la Santa Messa, la statua del Santo viene portata in processione per la via storica del paese, viene organizzato "l'incanto" con prodotti offerti dai cittadini e messi all'asta (il ricavato viene donato alla Chiesa) e a fine mattinata i priori (ultimamente le leve dell'anno in corso) offrono ai presenti un rinfresco. Il sabato sera precedente, l'Associazione Amici della Montagna organizza una fiaccolata su una strada sterrata che porta in alta montagna, la fiaccolata, ben visibile dal paese, e che termina con un momento di religioso raccoglimento.
A Cerami, viene festeggiato il 28 del mese di Agosto. Questa ricorrenza è preceduta il giorno 27 dalla "Ntrata u lauru": si tratta di una sfilata di bandiere di alloro che i credenti portano di peso sulla testa. La sera la confraternita di San Sebastiano annuncia l'evento con rulli di tamburo, portando in processione le reliquie del Santo per le vie del paese, per giungere con i vespri nelle chiesa di San Sebastiano.

## Nell'arte e nella letteratura

### Iconografia
Sebastiano viene raffigurato solitamente come un giovane nudo, trafitto da frecce.
La leggenda del soldato martire dal corpo efebico e glabro ha interessato pittori e scultori di ogni era, il che ha portato a concentrare gli artisti sull'iconografia del santo nudo dalla bella anatomia a discapito di quella del militare maturo. Il santo era tra l'altro una delle poche figure nude che avevano il diritto di stare in una chiesa. Emblematico è l'episodio tramandato da Giorgio Vasari nelle Le vite de' più eccellenti pittori, scultori e architettori in merito al pittore Fra Bartolomeo.
Il suo stato di santo ha cristallizzato per secoli le raffigurazioni del giovane ignudo col corpo bello e virile trafitto da frecce, o dal fisico nudo che si abbandona languidamente alle cure di angeli.
La rappresentazione più antica del santo è nel mosaico della Basilica di Sant'Apollinare Nuovo a Ravenna, datato tra il 527 e il 565. La parete laterale sulla destra contiene grandi mosaici che raffigurano la processione di 26 martiri, condotta da san Martino e presieduta, tra gli altri, dallo stesso Sebastiano, ma i martiri sono rappresentati nello stile bizantino e non sono individualizzati, per cui hanno un'espressione identica.
Un'altra raffigurazione antica di Sebastiano è in un mosaico nella Basilica di San Pietro in Vincoli a Roma, che si fa risalire al 682 e rappresenta un uomo barbuto rivestito da un'armatura ma che non reca l'attributo della freccia.
Il soggetto del santo ignudo e disteso dal viso languido risanato dopo il martirio da un gruppo di pie donne riscuote particolare fortuna nella pittura del XVII secolo, con schizzi di luce irradiati da una candela che rischiarano il corpo incorrotto del soldato, in lotta tra la vita e la morte, in una scena notturna e intima. Testimoniano gli effetti luminosi che si dipanano sul corpo nudo del santo gli esempi di Georges de La Tour e Jusepe de Ribera.

## Galleria d'immagini

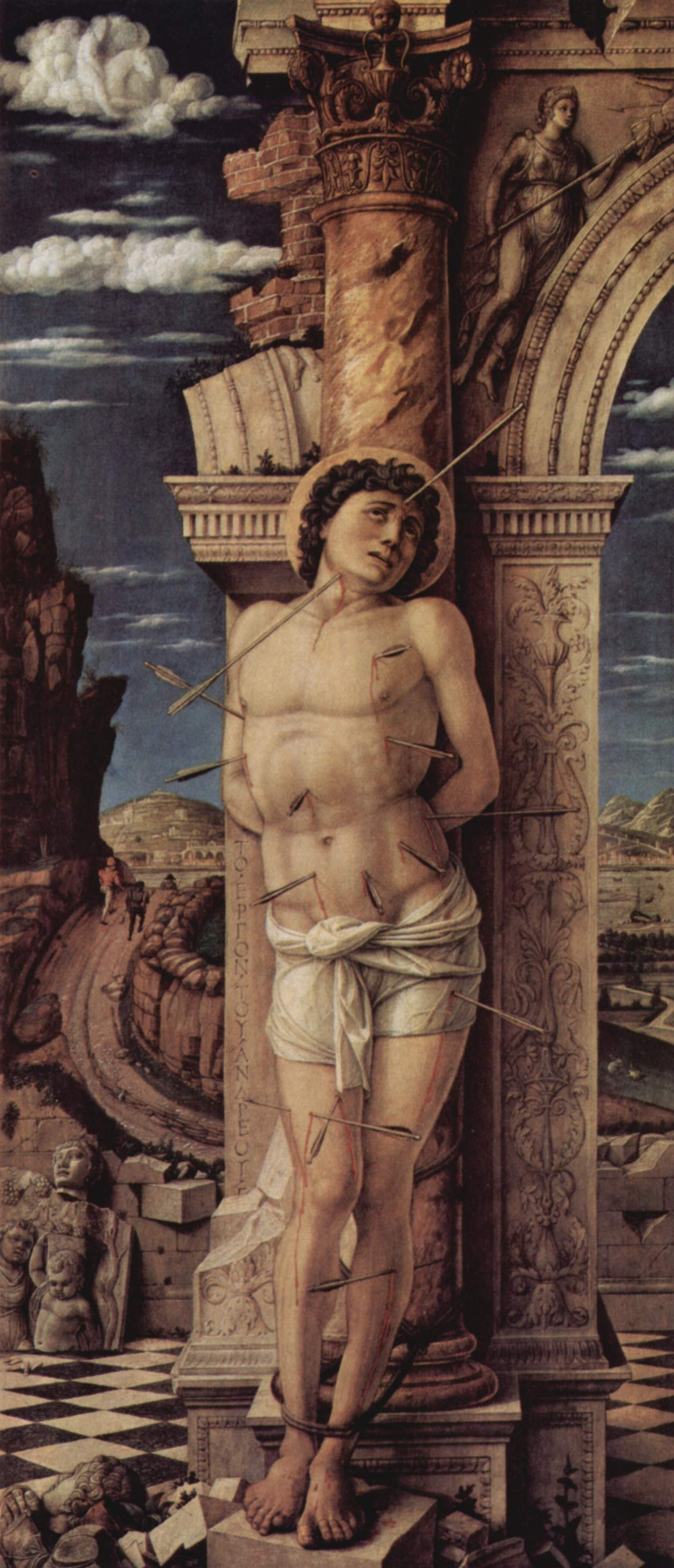
San Sebastiano, dipinto di Andrea Mantegna, 1456-1457 circa, Vienna, Kunsthistorisches Museum.
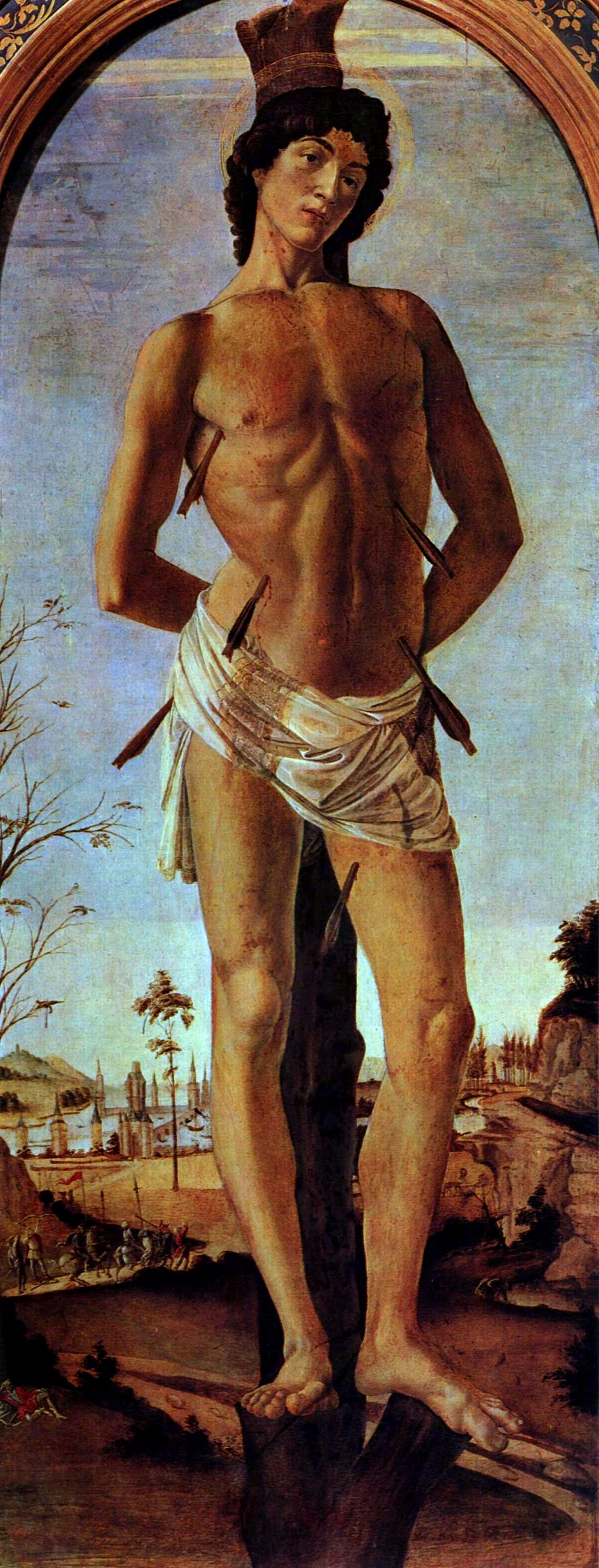
San Sebastiano, dipinto di Sandro Botticelli, 1473 circa, Berlino, Gemäldegalerie.
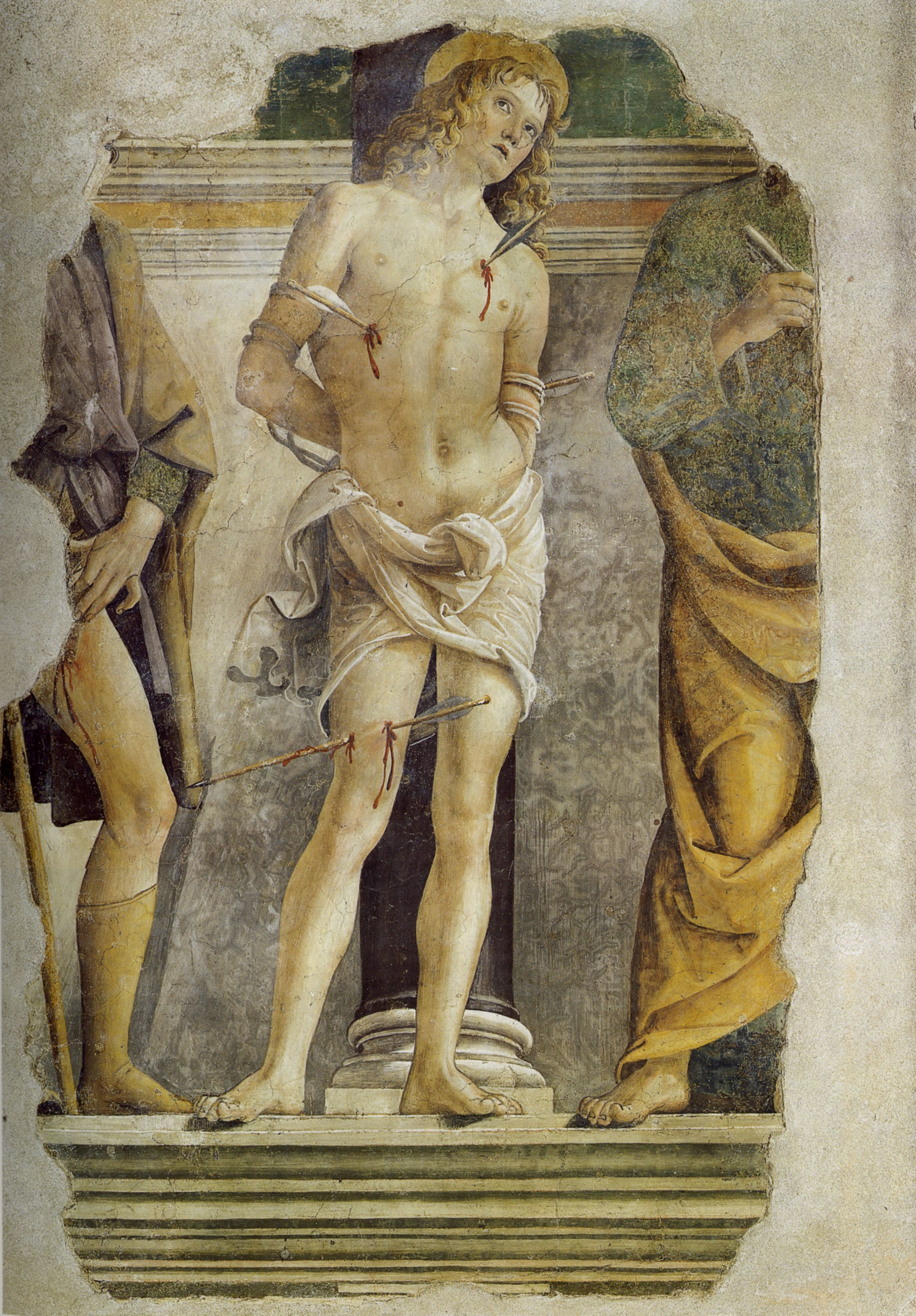
San Sebastiano tra i santi Rocco e Pietro, affresco di Pietro Perugino, 1478, Cerqueto, chiesa di Santa Maria Assunta.
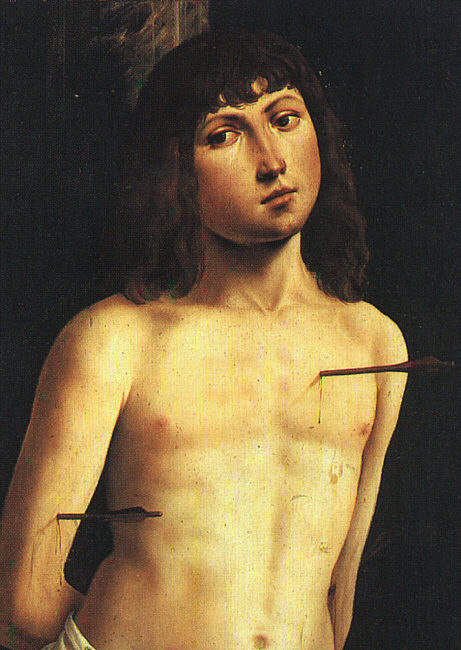
San Sebastiano, dipinto di Lorenzo Costa, 1490-1491 circa, Firenze, Galleria degli Uffizi.
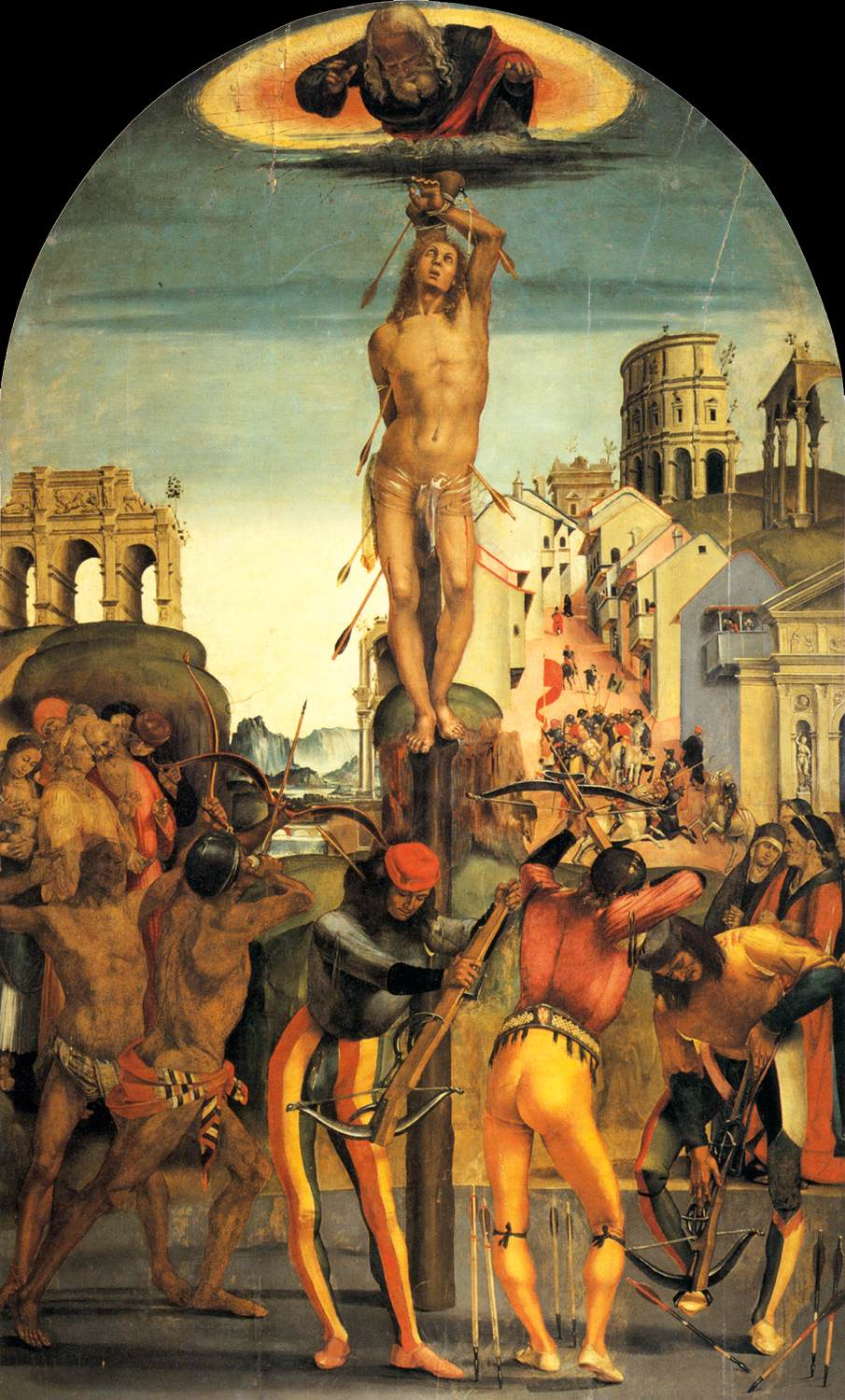
Martirio di san Sebastiano, dipinto di Luca Signorelli, 1498 circa, Città di Castello, Pinacoteca Comunale.
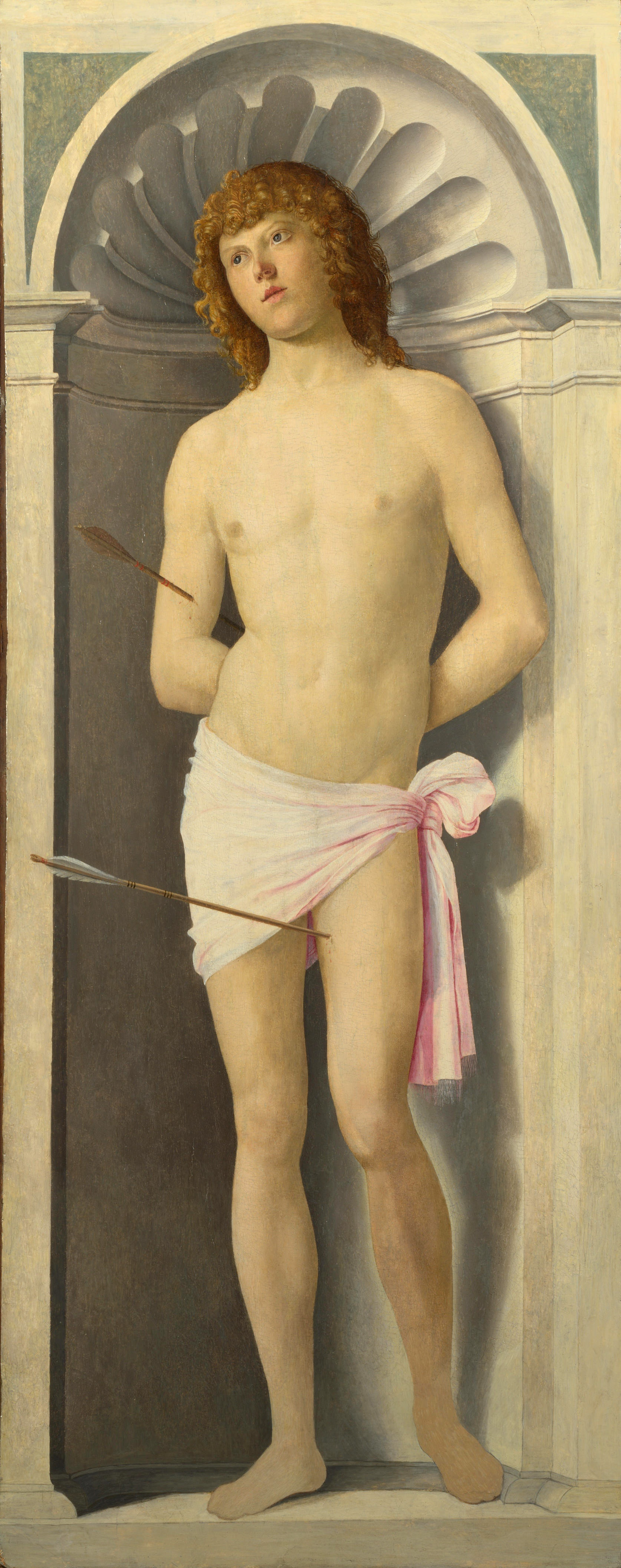
San Sebastiano, dipinto di Cima da Conegliano, 1500 circa, Londra, National Gallery.
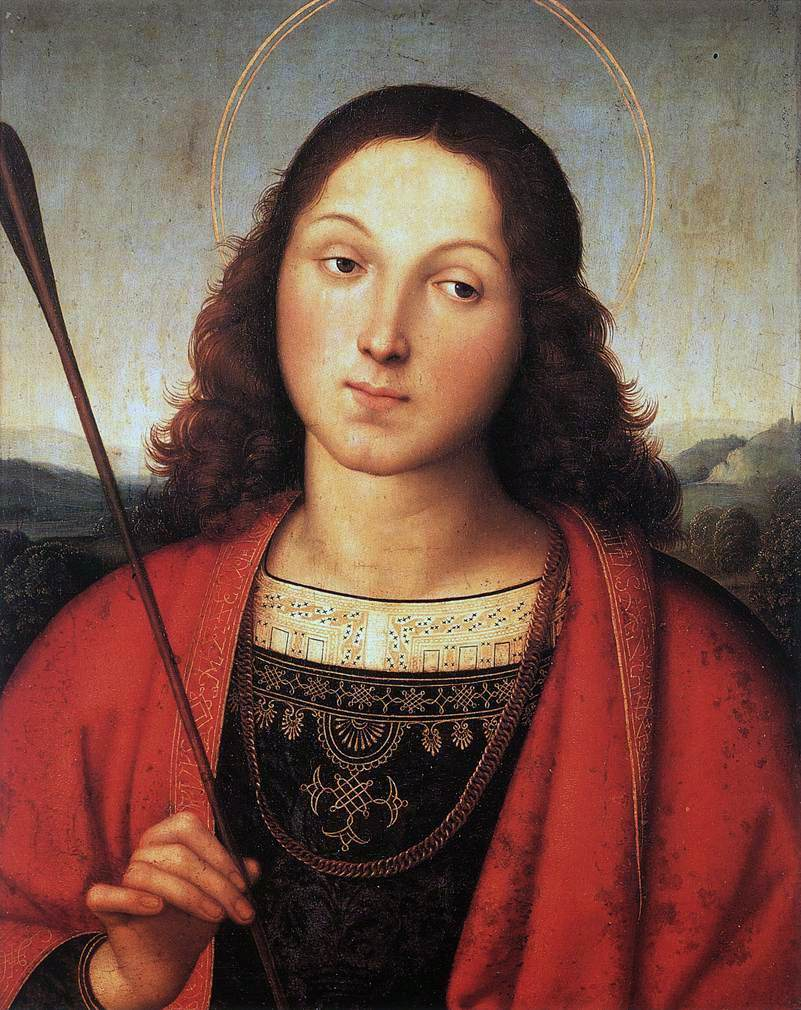
San Sebastiano, dipinto di Raffaello Sanzio, 1501-1502 circa, Bergamo, Accademia Carrara.
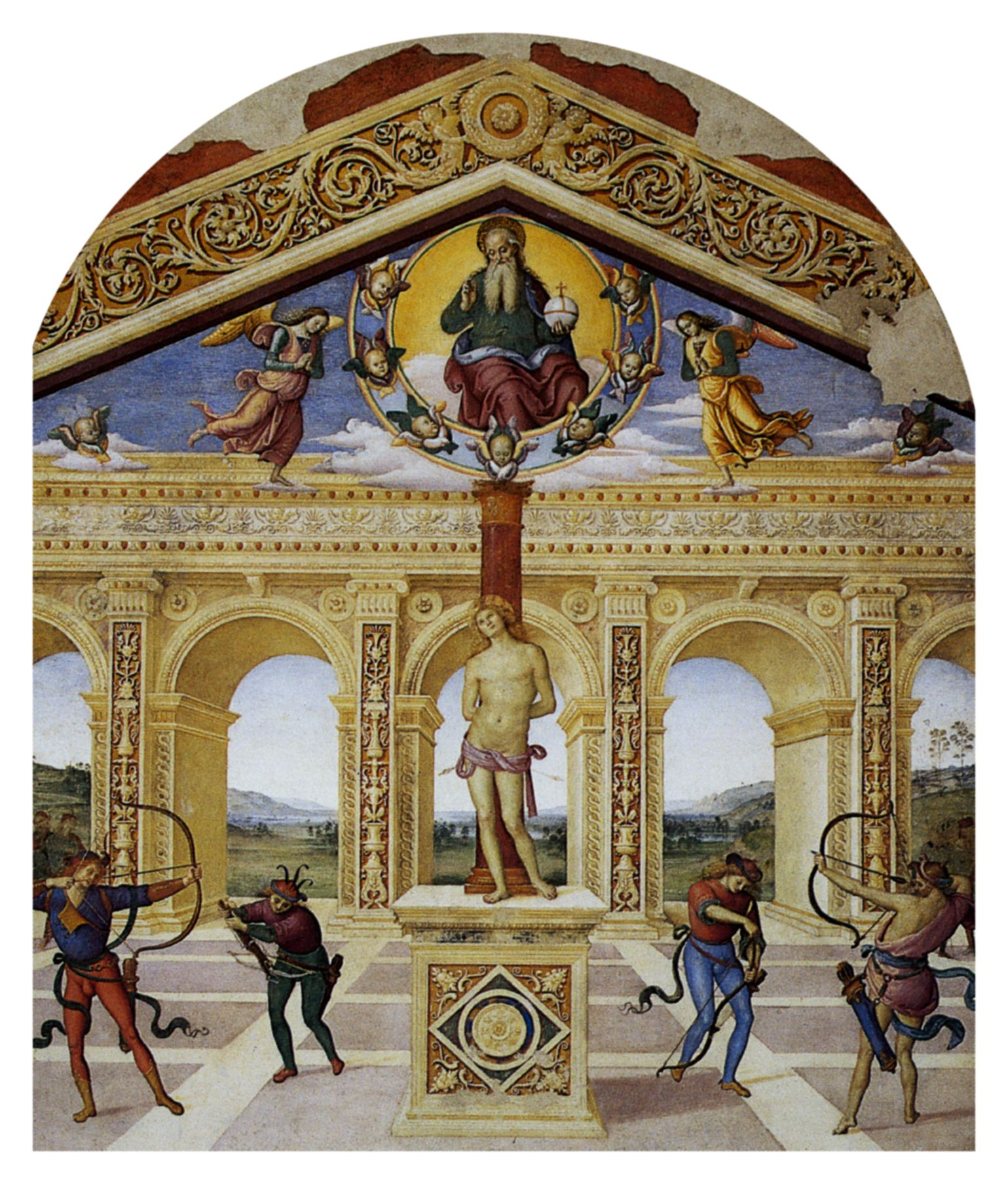
Martirio di San Sebastiano, affresco di Pietro Perugino, 1505, Panicale, chiesa di San Sebastiano.
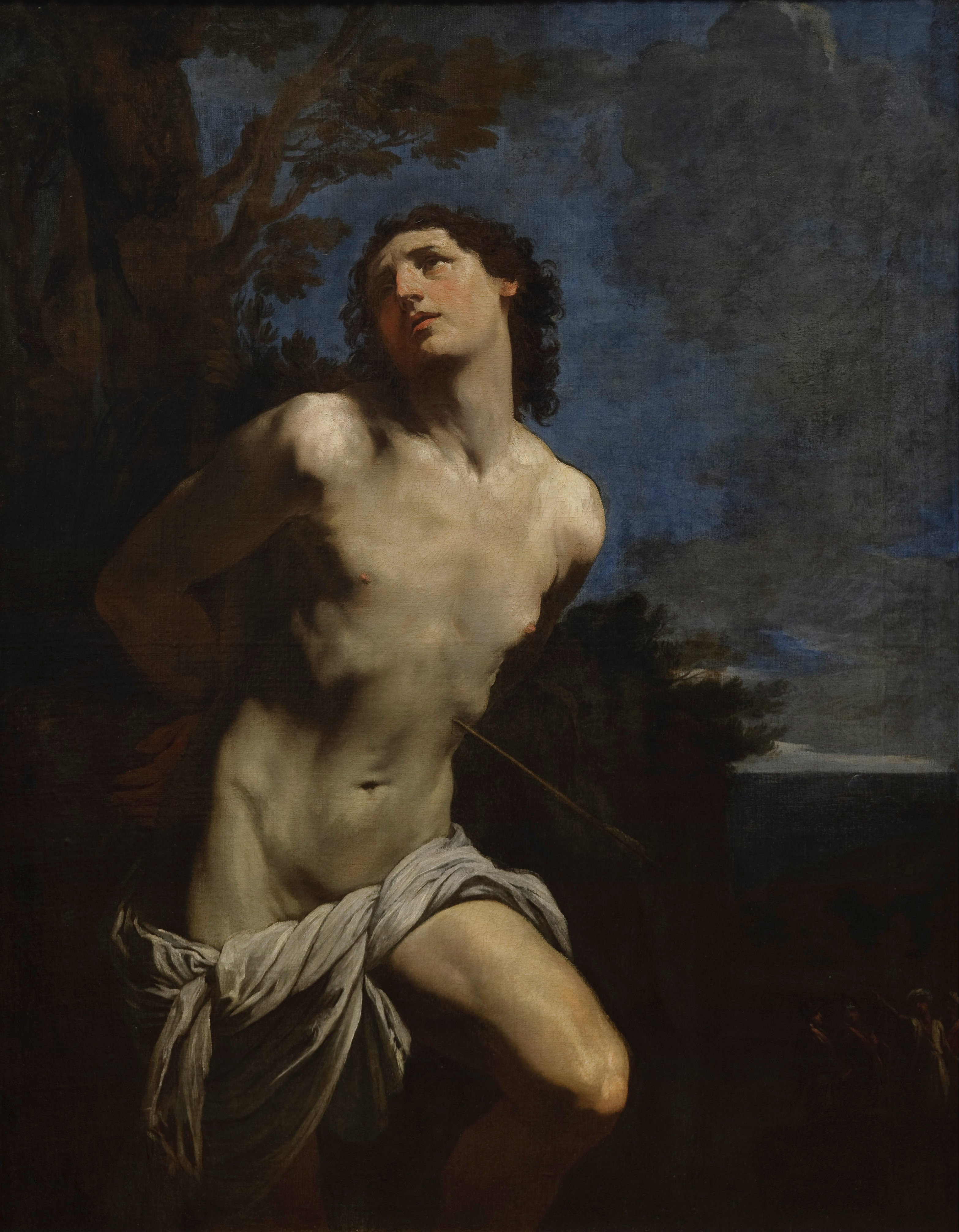
San Sebastiano, dipinto di Guido Reni, 1625 circa, Auckland, Auckland Art Gallery.
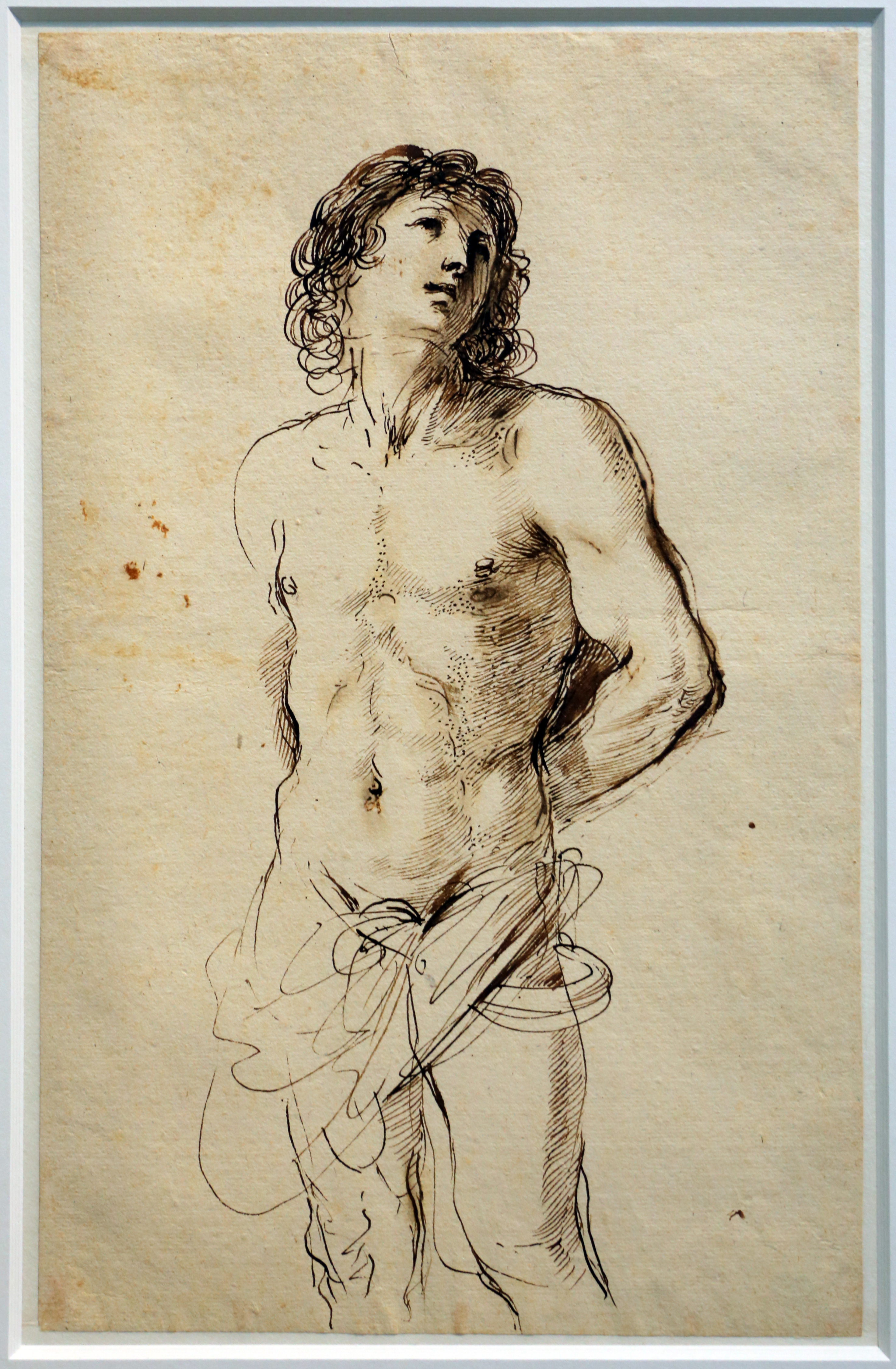
San Sebastiano, disegno del Guercino, 1632-34 circa, Metropolitan Museum of Art.
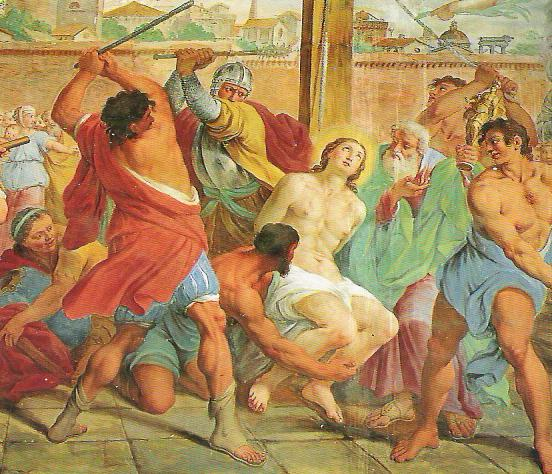
Paolo Vasta, particolare del "Martirio di San Sebastiano" (coro Basilica San Sebastiano, Acireale)

Nell'antica parrocchiale di Tollegno (BI), dedicata al santo Germano d'Auxerre, sono presenti due differenti affreschi ritraenti san Sebastiano, ambedue del XVI secolo, entrambi attribuibili alla bottega De Bosis.

## Detti popolari
- Par San Bastian 'e trema la coda a e can. Cioè: Quando di San Bastian la festa viene Tutta tremante il can la coda tiene (detto romagnolo).[5]
- San Sebastian ga la viola in man (detto veneto per significare che, usualmente, il giorno di San Sebastiano si respira un clima primaverile).
- Ppi San Mastiano, màschiri 'n chianu (detto della città di Acireale. Un tempo infatti, in occasione dei festeggiamenti in onore di san Sebastiano, si facevano delle rappresentazioni teatrali in piazza sulla vita del santo, le cosiddette "Ammascarate". Erroneamente, molti attribuiscono al detto il significato dell'avvicinarsi del Carnevale, ed è ormai citato per questo motivo).
- San Sebastiano, mezz'ora abbiamo (detto toscano per significare che la luce diurna si è allungata di mezz'ora rispetto al giorno più corto).
- San Bastian el gh'ha 'n'ura 'n man (proverbio di Plesio: al venti gennaio il giorno si è allungato di un'ora).
- Santu Sebastianu cu le frecce a manu "San Sebastiano con le frecce in mano" (Detto gallipolino, di cui il Santo è Patrono della Città, che fa riferimento al maltempo tipico del periodo dell'anno in cui se ne festeggia la ricorrenza).
- San Bastian tütte e galiñe fan San Sebastiano tutte le galline fanno. Detto a Carloforte per evidenziare la ripresa delle galline nella deposizione delle uova.
- "Santu Subbistianu cu le frecce a manu" ( Detto anche a Racale, dove il Santo è il Patrono ed è riferito al fatto del clima che nel periodo in cui cade la festa del 20 Gennaio la temperatura è gelida).
- Taliatilu chi beddu rizzareddu rizzareddu chiamamulu cu tuttu u cori w San Mastianu (Guardatelo che bello ricciolino ricciolino chiamiamolo con tutto il cuore w San Sebastiano).[6]
- Devoti non siti muti W San Mastianu (Devoti non siete muti).[6]
- Ogni annu sutta i vostri pedi semu, W San Mastianu (Ogni anno sotto i tuoi piedi siamo W San Sebastiano).[6]
- E grazie San Bastianu grazie![7].
- L'ultem zelten da San Bastian.[8]
- San Sebastian, ün ua e un bagiu de can(San Sebastiano, un'ora e uno sbadiglio di cane, vuol dire che in questo giorno si può godere di un'ora e un pochino di luce in più, il dipiù corrisponde allo sbadiglio del cane, che come si sa, è lungo ).[9]
- Lu Santu nudu ca si cogghi lu friddu  (Il Santo nudo che si raccoglie il freddo), detto siciliano della città di Acireale (CT). San Sebastiano è il Santo nudo la cui festa si svolge dopo le feste dei tre Santi col “cappotto”(San Nicola di Bari, San Mauro Abate e Sant’Antonio Abate), tutto ciò viene interpretato come se il Santo, denudato, raccolga su di sé tutto il freddo e per tale ragione il 20 gennaio viene considerato come la data che segna la fine dell’inverno e l’inizio della bella stagione.[6]
- " Il ventuno di gennaio San Bastiano, vai sul poggio e guarda il piano, se vedi tanto spera poco, se vedi poco spera tanto" (in riferimento al raccolto). Detto toscano.